# Jeune Fille au jardin
Jeune Fille au jardin – ou Femme cousant – est un tableau réalisé par la peintre américaine Mary Cassatt entre 1880 et 1882. De format vertical, cette huile sur toile est le portrait impressionniste d'une jeune femme en robe claire assise en train de coudre devant un parterre de fleurs rouges, dans un jardin. Présente à la huitième exposition des impressionnistes, en 1886 à Paris, l'œuvre entre dans les collections publiques françaises en 1937, à la faveur du legs d'Antonin Personnaz, qui l'avait acquise de l'artiste. Elle est conservée depuis 1986 au musée d'Orsay.